# Замшина улица

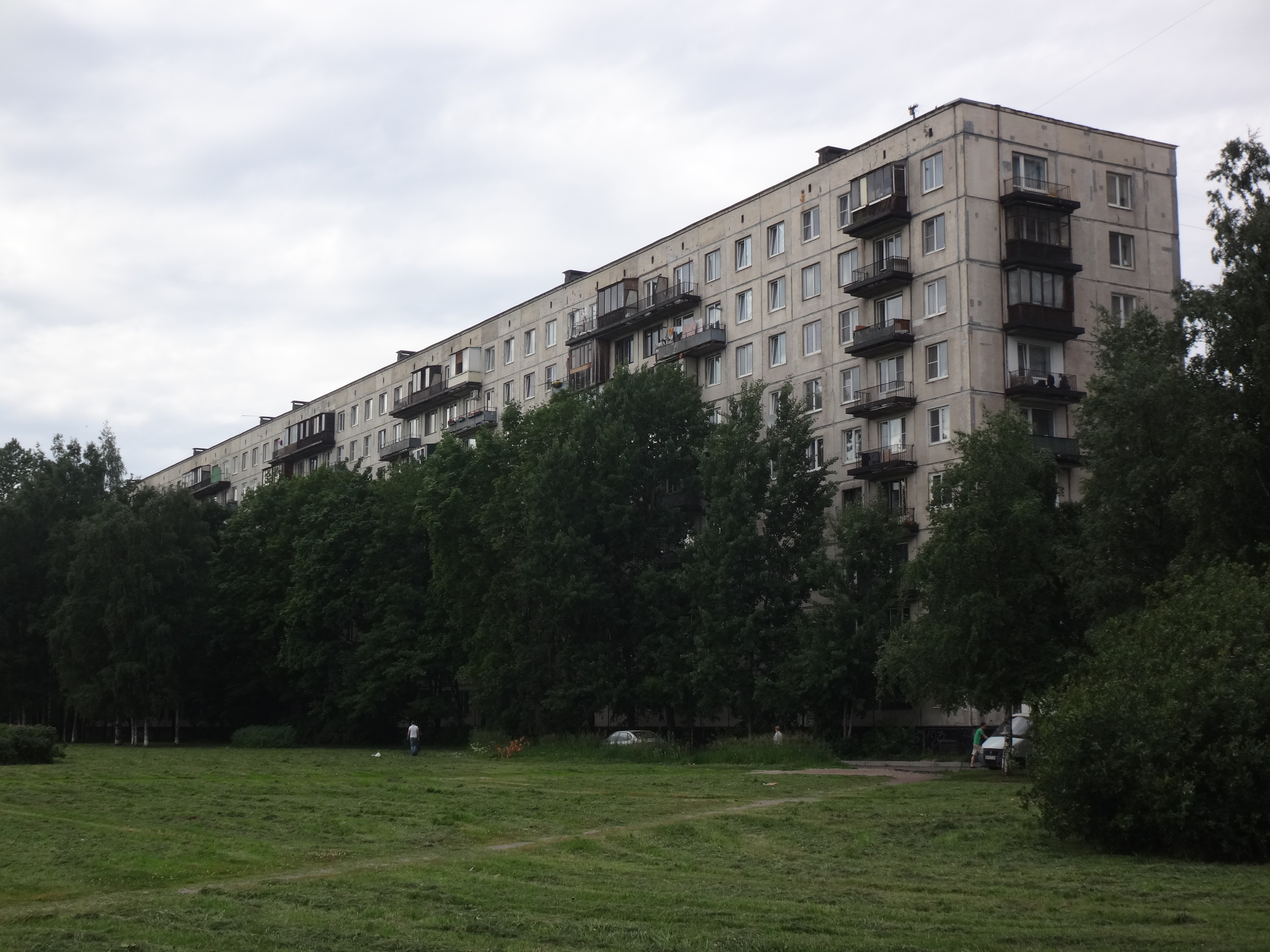
Дом 606-й серии (9 этажей) по Замшиной улице, 25/2. Построен в 1970 году

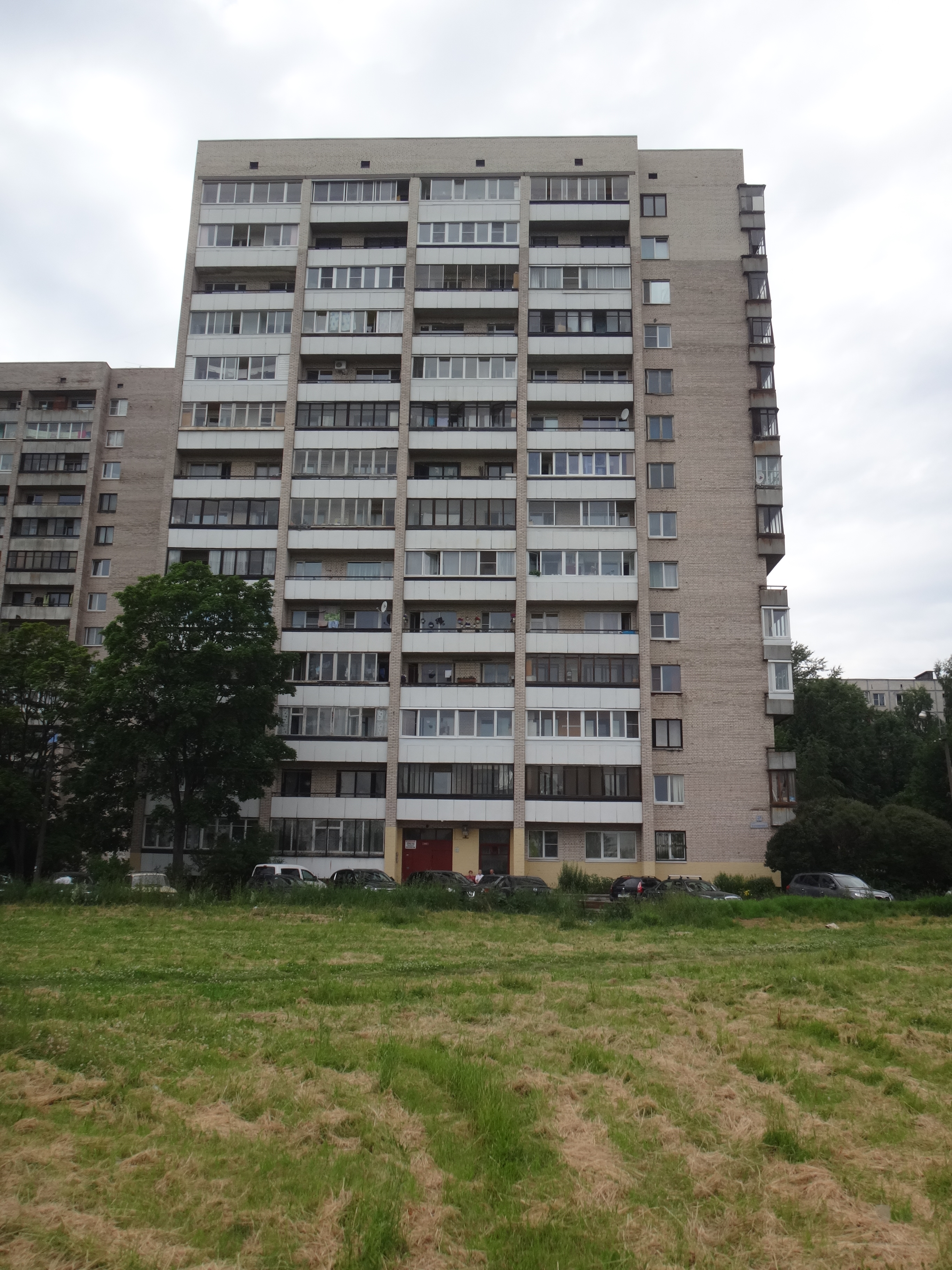
Дом серии 1-528КП-80Э (14 этажей) по Замшиной улице, 25/4. Построен в 1973 году

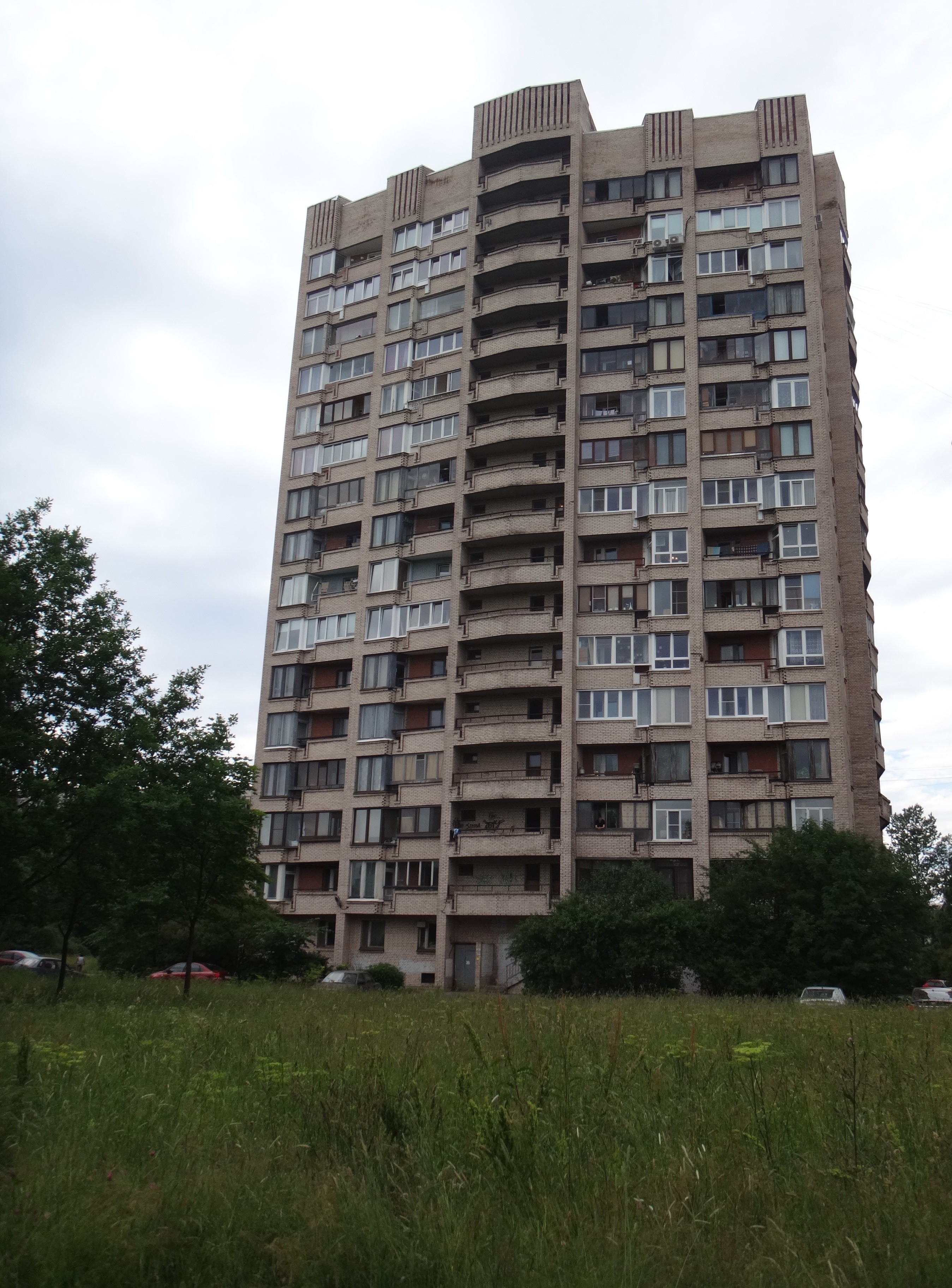
Дом серии 1-528КП-82 (16 этажей) по Замшиной улице, 29/4. Построен в 1977 году

За́мшина улица  — улица в Калининском районе Санкт-Петербурга. Проходит от Полюстровского проспекта до проспекта Мечникова. В сущности, является бульваром, т. к. в центре проходят пешеходные аллеи с высаженными деревьями. За проспектом Мечникова переходит в Брюсовскую улицу.

## История

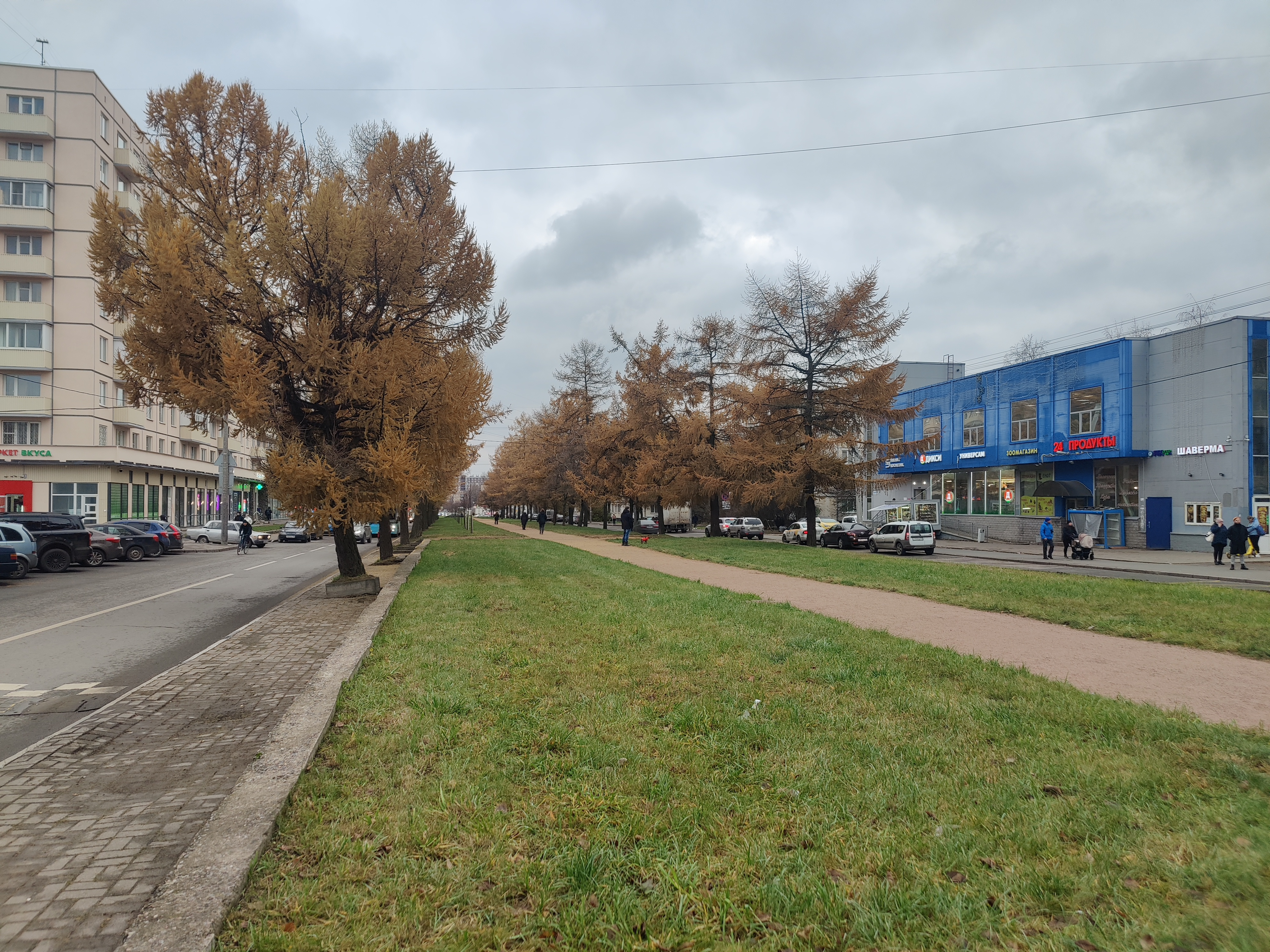
Замшина улица в 2020-х годах

Данное название улицы существует с 1913 года и происходит от фамилии владельца дачи, стоявшей на месте современного дома 70, Андрея Замшина, профессора Повивально-гинекологического института (ныне НИИ акушерства и гинекологии имени Д. О. Отта) и имеет в составе названия форму притяжательного прилагательного женского рода. Часто встречающаяся форма названия улица Замшина является неверной.
Первоначально Замшина улица начиналась от Любашинского проспекта (ныне проспект Металлистов). В 1950-х годах её продлили до Полюстровского проспекта.
Современная застройка намного моложе самой улицы — минимум на полвека.

## Пересечения
- Полюстровский проспект
- улица Васенко
- проспект Металлистов
- Антоновская улица
- Ключевая улица
- проспект Маршала Блюхера
- Герасимовская улица
- Бестужевская улица
- Сибирская улица
- проспект Мечникова и Брюсовская улица

## Транспорт
Автобусные маршруты:
- 33 — ж/д ст. «Пискарёвка» — ст. м. «Чёрная речка»
- 102 — проспект Культуры — проспект Пятилеток, Ледовый дворец (только в одну сторону)
- 106 — ж/д ст. «Пискарёвка» — ст. м. «Площадь Ленина», Финляндский вокзал
- 107 — ж/д ст. «Пискарёвка» — ст. м. «Площадь Ленина», Финляндский вокзал
- 123 — ст. м. «Ладожская», Ладожский вокзал — ул. Жени Егоровой
- 137 —  ст. м. «Ладожская» —  ст. м. «Чёрная речка» (только в одну сторону)

- 249 — ж/д ст. «Ручьи» — ст. м. «Приморская»
- 264 — ж/д ст. «Пискарёвка» — Большой Смоленский Проспект